# ميلتون جوزيف كونينغهام
ميلتون جوزيف كونينغهام (بالإنجليزية: Milton Joseph Cunningham) هو محامي وسياسي أمريكي، ولد في 10 مارس 1842 في مقاطعة ديسوتو في الولايات المتحدة، وتوفي في 19 أكتوبر 1916 في نيو أورلينز في الولايات المتحدة. حزبياً، نشط في الحزب الديمقراطي. وقد انتخب عضو مجلس نواب لويزيانا وانتخب المدعي العام ‏.